# Acacia
Acacia Mill., 1754 è un genere di piante della famiglia delle Fabacee o Leguminose, che comprende oltre 1000 specie  di cui oltre il 90% originarie dell'Australia..
In lingua italiana le piante più note comprese in questo genere sono definite "mimose"; il termine "acacia" nel linguaggio corrente si riferisce alla specie Robinia pseudoacacia, sempre della famiglia delle Fabacee.

## Tassonomia
Il genere Acacia in passato ha avuto confini molto più ampi degli attuali, e al suo interno venivano riconosciuti diversi sottogeneri;  dagli inizi degli anni 2000 iniziò a divenire evidente che il genere come sino ad allora era stato definito non era un raggruppamento monofiletico, ma che al suo interno era possibile discriminare una linea evolutiva Australasiana (di gran lunga più numerosa, con oltre 900 specie appartenenti al sottogenere Phyllodineae) e una più esigua linea Africano-Americana, all'interno della quale era possibile discriminare almeno 4 cladi differenti.
In base alle regole nomenclaturali del Codice internazionale per la nomenclatura delle piante, il nome Acacia avrebbe dovuto restare di pertinenza del ragruppamento Africano-Americano, dal momento che questo includeva Acacia nilotica, la specie tipo del genere. Di conseguenza la linea Australasiana avrebbe dovuto essere rinominata. Tuttavia il Codice internazionale prevede la possibilità di alcune eccezioni in casi in cui la stretta applicazione delle regole comporti la necessità di rinominare un gran numero di specie. Nel caso specifico alcuni botanici australiani nel 2003 avanzarono la proposta di mantenere il nome Acacia per il raggruppamento australiano, nominando una nuova specie tipo (Acacia penninervis). La proposta fu ufficialmente approvata dall'International Botanical Congress di Vienna nel 2005, ma tale pronunciamento non fu sufficiente a placare le polemiche, dal momento che i botanici africani consideravano Acacia un genere iconico, includente alcune specie caratteristiche della savana come l'acacia ad ombrello.
 Il dibattito sulla questione si trascinò per altri sei anni, sino all'International Botanical Congress di Melbourne del 2011, che risolse definitivamente la questione, confermando il nome Acacia per il raggruppamento australiano.
All'interno del raggruppamento Africano-Americano sono stati in seguito formalmente descritti quattro generi distinti: due a distribuzione pantropicale, Vachellia (in precedenza sottogenere Acacia) e Senegalia (sottogenere Aculeiferum) e due generi endemici del Nuovo Mondo, Acaciella (sottogenere Aculeiferum sezione Filicinae) e Mariosousa (gruppo A. coulteri).

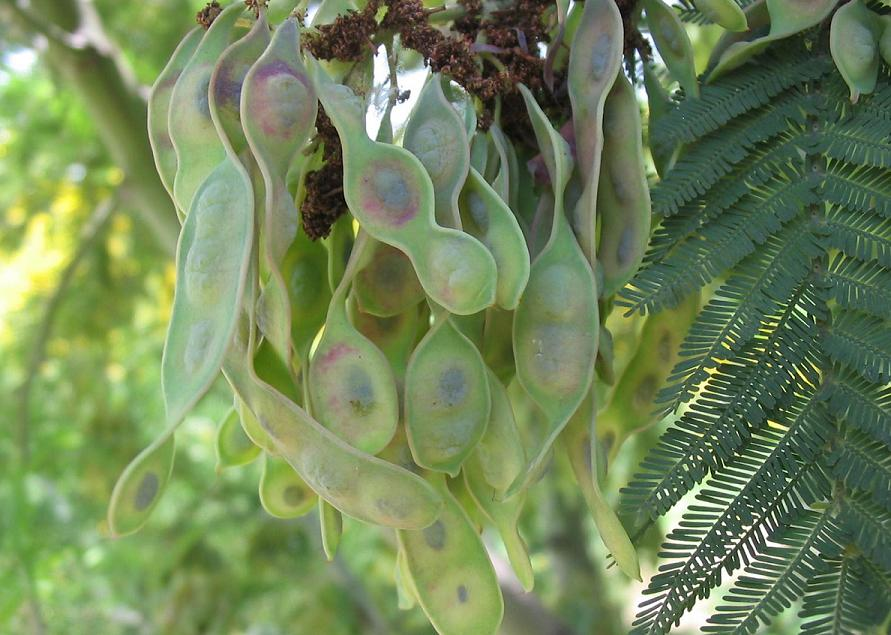
Frutto di Acacia dealbata

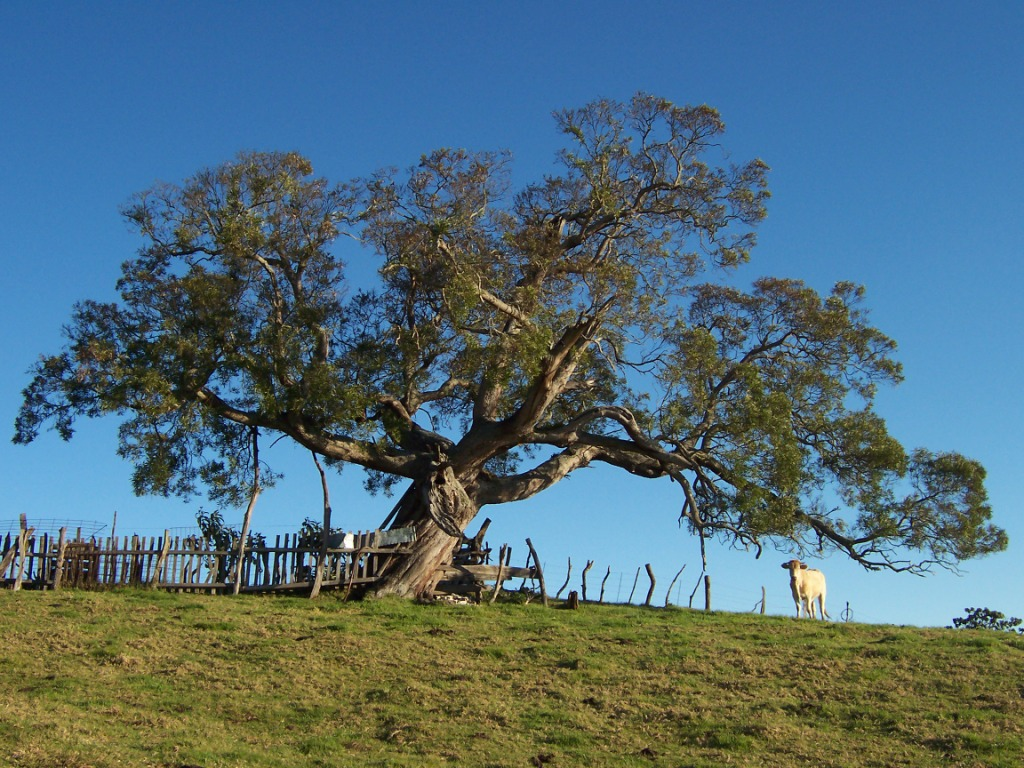
Acacia heterophylla

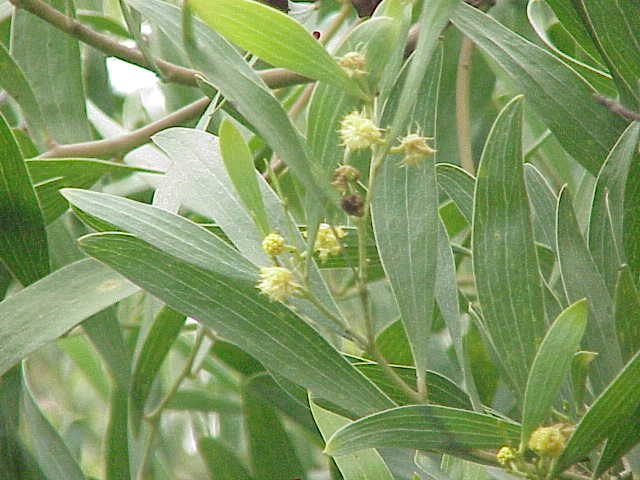
Acacia melanoxylon

Il genere Acacia comprende attualmente oltre 1000 specie tra cui:
- Acacia baileyana F.Muell. originaria dell'Australia, è una pianta rustica, albero o arbusto di 2–4 m di altezza, con ramificazioni più o meno pendule; ha foglie bipennate, con 4-8 divisioni ciascuna con 10-20 paia di foglioline lineari, di un colore verde-glauco argentato, in primavera portano racemi di 20-30 capolini globoidali, con fiori di colore giallo-oro.
- Acacia confusa Merr. è un albero perenne nativo del Sud-Est Asiatico. Altri nomi comuni di questa pianta sono: acacia petit feuille, Small Philippine acacia, Formosa acacia (Taiwan acacia) e Formosan koa. Cresce fino ad un'altezza di 15 m.
- Acacia cultriformis A.Cunn. ex Benth originaria dell'Australia, arbusto sempreverde con fiori ermafroditi, raggiunge un'altezza di 4 m.
- Acacia dealbata Link, detta comunemente mimosa. Originaria dell'Australia, è un albero sempreverde con fiori profumati, ermafroditi, che può arrivare a un'altezza di oltre 25 m.
- Acacia iteaphylla F.Muell. ex Benth. specie poco rustica originaria dell'Australia, arbusto alto 3–4 m con rami penduli o ascendenti, di colore verde-grigiastro; i giovani rami presentano apici di colore rosso-porpora, piccioli fogliari appiattiti e simili a foglie (fillodi) lanceolati, di colore verde-bluastro argentato, in primavera porta racemi ascellari con 8-12 gruppi di 6-12 capolini globosi di colore giallo-citrino, frutti lunghi 6–12 cm, di colore verde-bluastro
- Acacia podalyriifolia A.Cunn. ex G.Don originaria dell'Australia, albero sempreverde, con fiori profumati, ermafroditi, non supera l'altezza di 3 m.
- Acacia retinodes Schldl. specie di buona rusticità originaria dell'Australia e della Tasmania, arbusto o alberello, con piccioli fogliari appiattiti e simili a foglie (fillodi) allungati e stretti, racemi primaverili e autunnali, di 6-12 fiori profumati e di colore giallo-pallido.
- Acacia rubida A.Cunn. specie di buona rusticità originaria dell'Australia, arbusto o alberello di 2–10 m d'altezza, con rami appiattiti, di forma angolosa, glabri, con i giovani rami di colore rosso-brunastro, piccioli fogliari appiattiti e simili a foglie (fillodi) lanceolati, di colore verde-bluastro o rossastro, a volte presenti anche foglie giovanili bipennate, infiorescenze primaverili lunghe 10–15 cm, formate da 10-15 fiori globosi portati da peduncoli di colore rossastro.
- Acacia pycnantha Benth. (in inglese: golden wattle), i cui colori giallo e verde (molto simili, a vista, a quelli della mimosa) sono utilizzati dalle squadre sportive delle federazioni australiane.
- Acacia terminalis (Salisb.) Macbr. specie poco rustica originaria dell'Australia, arbusto o piccolo albero con foglie bipennate formate da 10-15 paia, di colore verde scuro, infiorescenze primaverili globoidali, di colore giallo-scuro riunite in racemi terminali.

## Coltivazione
Le Acacia preferiscono terreno asciutto e ben drenato non calcareo, posizione in pieno sole riparata dai venti freddi, nelle località a clima freddo si possono coltivare in vaso per poterle riparare in locali idonei nei mesi invernali.
Dopo la fioritura è da prevedere sempre un'energica potatura. Le specie più comuni fioriscono durante l'inverno o all'inizio della primavera.
La moltiplicazione avviene per semina per talea o per innesto sopra un soggetto ottenuto da seme di A. retinodes.

## Usi
È indicata nelle diete dato che diminuisce il senso di fame e produce un effetto lassativo ed attenua l'assorbimento dei grassi e degli zuccheri.
La Massoneria ha scelto come simbolo floreale l'acacia, pianta con grande valore simbolico collegata alla leggenda del Maestro Hiram, in quanto ritenuta vigorosa e gentile simbolo di immortalità e purezza, che non appassisce mai durante il corso delle stagioni eppure si rinnova sempre.